# Václav Antoš
Václav Antoš (* 19. Januar 1905 in Prag; † 23. Januar 1978 ebenda) war ein tschechischer Schwimmer.

## Karriere
Antoš nahm erstmals 1924 an Olympischen Spielen teil. Über 400 m Freistil erreichte er das Halbfinale. In der Distanz über 1500 m Freistil schied er als Vierter in seinem Vorlauf aus, mit der Staffel über 4 × 200 Freistil qualifizierte er sich für das Halbfinale, hier traten sie aber nicht an. 1927 war er Teilnehmer bei der Schwimm-EM in Bologna. Dort errang er die Bronzemedaille über 400 m Freistil. Ein Jahr später nahm er erneut an den Olympischen Spielen teil. In Amsterdam schied er über 400 m und 1500 m Freistil jeweils als Dritter in seinem Vorlauf aus. Im Laufe seiner aktiven Schwimmerkarriere gewann er mehrere nationale Titel und stellte nationale Rekorde auf.
1936 wollte er an der sog. Volksolympiade in Barcelona als Protest gegen die Olympischen Spiele in Berlin teilnehmen. Hierfür wurde er 1940 von den Nationalsozialisten verhaftet. Nach Inhaftierungen in Pankrác, Bautzen, Chemnitz, Leipzig und Dresden wurde er schließlich vom Volksgerichtshof freigesprochen, blieb aber bis Kriegsende unter Gestapo-Überwachung. Später arbeitete er als Schwimmtrainer und Schiedsrichter.